# Parupeneus biaculeatus
Parupeneus biaculeatus är en fiskart som först beskrevs av Richardson, 1846.  Parupeneus biaculeatus ingår i släktet Parupeneus och familjen mullefiskar. Inga underarter finns listade i Catalogue of Life.